# Pierre-Louis Prieur
Pierre-Louis Prieur (Sommesous, 1º agosto 1756 – Bruxelles, 31 maggio 1827) è stato un politico, avvocato e rivoluzionario francese.

## Esordi
Nato in un villaggio della Marna, fu avvocato a Châlons-sur-Marne negli ultimi anni dell'Ancien régime.

## Deputato agli Stati Generali
Dopo che, l'8 agosto 1788, Luigi XVI annunciò la convocazione a Versailles degli Stati generali per il 5 maggio 1789, Prieur venne eletto deputato del baliaggio di Châlons agli Stati generali.
Prieur è iniziato in Massoneria  nella loggia di Châlons « Saint-Louis de la bienfaisance ».
Nel 1791 divenne sostituto del procuratore della Marna.

## Deputato alla Convenzione Nazionale
Lo stesso dipartimento lo elesse deputato alla Convenzione Nazionale inaugurata il 10 settembre 1792. Qui si legò al gruppo della Montagna (i montagnardi). Sotto la guida di Danton, Marat e Robespierre, questi, in gran parte eletti nel dipartimento della Senna e nei grandi centri urbani, erano sostenitori di una repubblica centralizzata, opposta al partito moderato del Girondini.
Prieur si distinse fra quelli strettamente legati al Robespierre. Vennero i tumultuosi mesi segnati dal proclama di Brunswick del 25 luglio 1792: dopo aver votato il processo a Luigi XVI (iniziato il 11 dicembre 1792), votò anche la condanna a morte (decapitazione il 21 gennaio 1793).

## Membro del Comitato di Salute Pubblica
La radicalizzazione del conflitto politico segnò il trionfo dell'ala di sinistra del Robespierre: i montagnardi conquistarono il controllo del Comitato di salute pubblica (dal 6 aprile 1793 e dell'assemblea (dal 2 giugno), dando il via al Terrore, che comportò la sparizione (anche fisica) dei Girondini e dei Foglianti.
Prieur dedicò la gran parte della propria attività al Comitato di Salute Pubblica, per il quale si occupò, ad esempio, di indagare sull'attentato al Bourdon, un suo collega distintosi nel furto dei beni dei condannati alla ghigliottina e che, a seguito di una lite fra ubriachi, aveva proclamato Orléans città in stato di ribellione. Venne poi distaccato come commissario politico presso l'armata della costa (creata nel 1792 e dislocata fra Cherbourg e Brest), poi l'Armata del Nord, l'Armata delle Ardenne (staccata dalla precedente dal 1º ottobre 1792) e l'Armata della Mosella.
Seguì una missione nella Francia occidentale, in occasione della quale prese parte, il 10 dicembre 1793, alla vittoria di Le Mans sui realisti Vandeani. Nel gennaio 1794 rimpiazzò a Nantes il Carrier, che vi aveva compiuto i famosi massacri. Di lì organizzò le amministrazioni rivoluzionarie nel Morbihan e nella Bassa Loira, appena strappate ai realisti. Nel maggio 1794, venne chiamato in soccorso dal Saint-André a Brest.

## La caduta di Robespierre e le insurrezioni montagnarde
Assente da Parigi il 9 termidoro, la caduta di Robespierre, poté ancora sedere al Comitato di Salute Pubblica, anche poiché evitò coinvolgimenti nella insurrezione del 12 germinale (1º aprile 1795). Ragion per cui non venne coinvolto nella condanna alla deportazione di alcuni fra gli ultimi montagnardi (Billaud-Varenne, Barère de Vieuzac, Collot d'Herbois).
Non si trattenne, invece, dal partecipare alla successiva insurrezione del 1 pratile (20 maggio 1795) ed arrestato, insieme ad altri dieci deputati montagnardi. Non venne, tuttavia, condannato a morte (uccisi o suicidati furono Romme, Bourbotte, Duquesnoy, Duroy, Goujon, e Soubrany). Restò in carcere sino alla amnistia votata dalla Convenzione il 4 brumaio (16 ottobre), nel suo ultimo giorno di seduta prima dello scioglimento: si trattò di un elemento del tentativo di riavvicinamento dei termidoriani alla sinistra giacobina, a seguito della insurrezione del 13 vendemmiaio, opera dei realisti.

## Esclusione dalla vita politica ed esilio
A quel punto si ritirò a vita privata, sotto il Direttorio ed Impero. Dopo la seconda caduta di Napoleone, nel 1816 venne condannato all'esilio su pressione della Chambre introuvable come regicida (come tutti i sopravvissuti membri della Convenzione che avevano votato la condanna a morte di Luigi XVI).
SI trasferì, quindi, a Bruxelles (allora parte del Regno dei Paesi Bassi di Guglielmo I), dove morì nel maggio del 1827. Fiero di non aver mai, secondo lui, rinnegato o tradito i propri ideali rivoluzionari. In definitiva, conservò il primato di essere uno dei pochi intimi di Robespierre ad essere sopravvissuto alle successive vendette.